# Леон Джеймс
Леон Джеймс (квітень 1913 — листопад 1970) — відомий американський ліндіхоппер і джазовий танцівник. Разом із Френкі Меннінгом та Аль Міннсом вважається «батьком» сучасного лінді-хопу. Виступав у складі кількох відомих свінгових гуртів, знімався у кіно та на телебаченні.

## Біографія
Леон Джеймс був одним з головних учасників Гарлемського танцювального гурту Whitey's Lindy Hoppers у 1930-х і 1940-х років, також виступав у складі Shorty Snowden Trio у 1930-ті. Активно брав участь у танцювальних змаганнях у Савої у Нью-Йорку, виграв відомі змагання Harvest Moon Ball з Вілою Май Рікер у 1935. Леон та Віла Май Рікер разом з Бродвейськими танцівниками Стенлі Кетроном та Кей Поппом знялись у знаменитій фотосесії журналу Лайф в 1943 році.
Після початку війни через стан здоров'я не був призваний до армії. У середині 40-х рр. Леон Джеймс гастролював з групою Ink Spots і мав номер разом з Флетчером Ріверсом «Мок і Пок та Кок і Пок». Через хворобу завершив співробітництво, а Флетчер продовжив з новим партнером Гарольдом Кромером під тією ж назвою, що призвело до плутанини старих і нових пар.
Знімався в кіно, в тому числі у кінострічці Хатина в небі (як Пок), а також в 1961 році у щотижневому шоу Дюпонта («Чикаго та весь цей джаз») з Аль Міннсом. Намагаючись повернути популярність лінді-хопу, Леон та Аль Мінс створили дует Аль та Леон, у складі якого брали участь у телевізійних шоу.
Активно танцював до самої смерті у 1970 році.

## Фільмографія
- День на перегонах (1937)
- Paramount News: Savoy Contest (1938)
- Prisoner of Swing (1938)
- Cootie William's & His Orchestra (1938)
- Keep Punching (1939)
- Хатина в небі (1943)
- Lindy Hoppers (1944)
- Midnight Menace (1946)
- The Spirit Moves (1950)
- Jazz Dance (1954)
- Twelfth Street Rag (1964)

## Телебачення
- Chicago and All That Jazz — щотижневе шоу Дюпонта, разом з Аль Міннсом (1961)
- Playboy Club разом з Аль Міннсом (1964)

## Пам'ять
- У лінді-хопі є рух під назвою Леон Джеймс аутсайд тьорн